# Halstenbek
Halstenbek là một đô thị tại huyện Pinneberg, trong bang Schleswig-Holstein, nước Đức. Đô thị này có diện tích 12,6 km², dân số thời điểm 31 tháng 12 năm 2006 là 16.406 người. Đô thị này nằm ở biên giới tây bắc của thành phố Hamburg và có cự ly khoảng 5 km về phía đông nam Pinneberg